# サントリーフーズ
サントリーフーズ株式会社（Suntoryfoods Limited）は、東京都港区芝浦に本社を置く日本の食品会社。サントリーグループの清涼飲料水の販売元である。サントリー食品インターナショナルの子会社。

## 概要

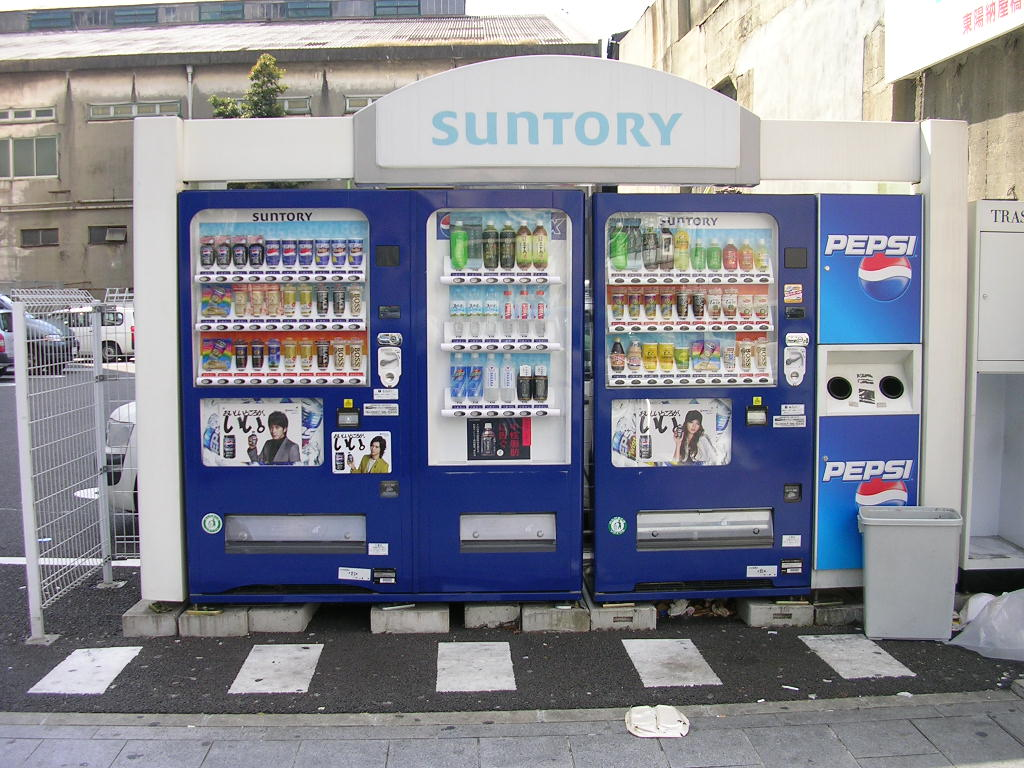
自動販売機の一例

2011年1月1日から、サントリーホールディングス傘下の飲料・食品事業の中間持株会社「サントリー食品インターナショナル」（旧・サントリー食品）の機能子会社となっている。
2013年7月3日に、親会社サントリー食品インターナショナルが東証1部に上場することになった。これに従い、ホールディングスからの独立を図るために、インターナショナル社、及び兄弟会社であるサントリープロダクツとともに、港区台場のサントリーグループ本部ビル（サントリー・ワールド・ヘッドクォーターズ）から東京スクエアガーデンへ本社を移転した。また、サントリーホールディングス自体は株式を公開していない。
数多くのヒット商品を持ち、開発力、マーケティング力があり、シェアは日本コカ・コーラに次ぎ業界2位である（2017年現在）。1997年にアメリカ合衆国のペプシコから、ペプシコーラ事業を譲り受けたことがきっかけとなり、同社と提携開始。ペプシコーラやセブンアップなどといった同社の商品がサントリーで販売されるようになった。なお、これらの商品にはサントリーのロゴを表示せず、商品ブランドを重視している。
2006年夏頃から、2リットルのペットボトル製品（「ウーロン茶」「伊右衛門」「DAKARA」「天然水」など）はボトル中央部に窪みが付き、持ちやすく注ぎやすい「ゆびスポットボトル」となった。

## 主な商品

### コーヒー
BOSS
当初は缶コーヒーの統一ブランドだったが、後に非炭酸飲料系製品にも展開した。1992年から使われている。主なCMタレントは矢沢永吉であり、浜崎あゆみ、豊川悦司、SMAPの中居正広・草彅剛などが起用されたこともあった。2024年現在、CMはトミー・リー・ジョーンズ扮する「宇宙人ジョーンズ」シリーズである。
ブレンディ ボトルコーヒー
2021年11月に味の素との間で商標ライセンス契約を締結し、2022年4月に味の素子会社の味の素AGFから製造・販売を承継して発売。発売に際しては、サントリーが持つ製法や技術が活用され、ボトル形状を変更し、容量を950mlに増量するリニューアルが行われた。その後、同社から2L級の大型ペットボトルアイスコーヒー「ボス ホームカフェ」（ラインアップは無糖・甘さひかえめの2種類）が発売されたが、こちらの商品も引き続き製造・販売している。なお、「AGF」のロゴが削除されているほか、サントリーのロゴも表記されていない。なお、2025年現在サントリーの公式ホームページのブレンディ ボトルコーヒーに関する商品情報に関しては一切、掲載されていない。

### 茶飲料
サントリー烏龍茶
1981年からのヒット商品。福建省産の鉄観音を使用。商品ロゴは発売当初からほぼ同じデザインを使用している。
「いつでも夢を」「RYDEEN」「ラムのラブソング」など、さまざまな歌曲の中国語カバーをCMソングに使用。孫悟空のロゴが入ったiPodとiPod miniを賞品とした懸賞キャンペーンを行い、同商品の売り上げが爆発的に伸びた。
2017年5月からパッケージをリニューアル。商品ロゴを縦書きから横書きに変更した。
2022年7月にペットボトル製品がウーロン茶重合ポリフェノールを機能性関与成分とする機能性表示食品としてリニューアルされ、商品名を「サントリー烏龍茶OTPP」に改められた。

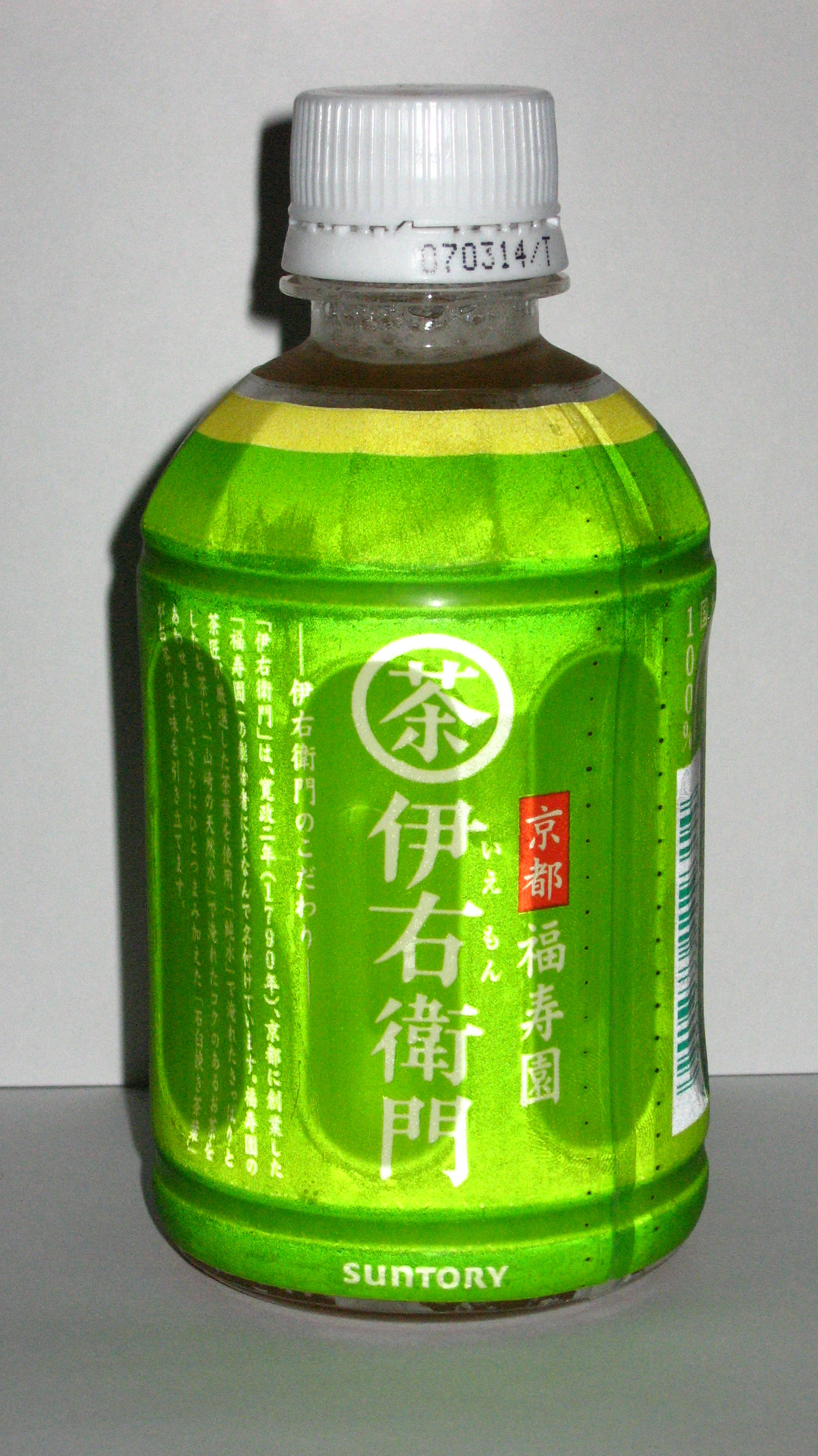
伊右衛門
2004年から登場した緑茶飲料。京都福寿園で選定された茶葉を使用し、本格さを売りとする。緑茶飲料以外にも、ブレンド茶、ほうじ茶、ジャスミン茶と多岐にわたり、2013年10月には特定保健用食品の「伊右衛門 特茶」、2019年5月には機能性表示食品の「伊右衛門プラス」を順次発売し、健康系の緑茶もラインナップする。
久石譲がCM内音楽を担当し、本木雅弘と宮沢りえが夫婦を演じるCMも長きにわたって放映されている。
ザ・ヨーロピアンジャスミンティー
製品名を変えながら現在も発売されているジャスミン茶。現在の製品になったのは2009年6月から。2010年9月にはボトル缶入りのホット専用「ザ・ヨーロピアンジャスミンティー ホット」を追加。
サントリー天然水 GREEN TEA
サントリー天然水と京都福寿園で選定された国産茶葉を100％使用。2019年4月発売。

### 炭酸飲料

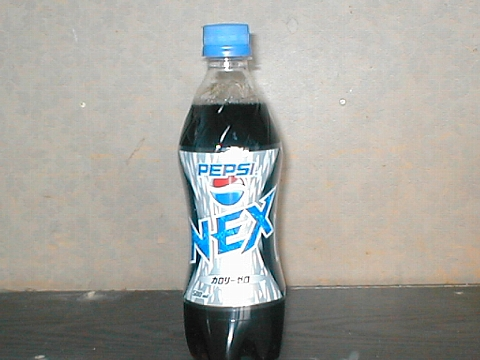
ペプシネックス（2006年）

ペプシコーラ

アメリカではコカ・コーラに比肩するブランド。1998年から発売され、国内シェアを上げる。
2006年、自社開発により発売した「ペプシネックス」は、2007年のリニューアルによりヒット、シェアの拡大に成功した。その後も「ペプシストロング」「ペプシJコーラ」「ペプシジャパンコーラ」「ペプシ生」と一新しながら国内独自フレーバーの開拓を続けている。
C.C.レモン
1994年に登場。一種のレモンスカッシュでビタミンC入りを強調。後にグレープ味も登場。CMソングは水前寺清子が「MCチータ」名義で歌っている。ザ・シンプソンズがCMキャラクターの時もあった。現在のイメージキャラクターは松岡修造。2009年8月にカロリーゼロ設計の「C.C.レモン ゼロ」を追加。
C.C.レモン ふくしまももミックス
C.C.レモン みやぎ いちごミックス
C.C.レモン 蜜りんご
C.C.レモン メロンフレーバーミックス
セブンアップ
2010年7月（490mlペットボトルは同年8月）にはカロリーゼロ設計、カフェイン配合の「クリアドライ」を発売。
マウンテンデュー
夏季にはペットボトル入りの「マウンテンデューマックスエアー」が発売されており、2009年5月に発売した「マウンテンデュー マックスエアー3」が三代目である。
デカビタC
炭酸入り栄養飲料。オロナミンCの類似商品でボトルが一回り大きく、容量も大きい。1992年に登場。三浦知良がCMに出演した。その後、各社から類似品が登場。2017年から自動販売機向けは瓶よりもさらに容量が大きい240ml缶に移行している。かつては夏シーズンにコンビニ限定で490mlのボトル缶「デカビタCパワーボンベ」が限定発売されていた。
サントリーポップ
1977年に発売。過去にカーペンターズがCM出演したことでも知られる。リターナブル瓶で果汁入りのグレープフルーツソーダが最初の商品で、その後は映画館やレストランのドリンクバーなど主に業務用に提供されていたが、2009年6月頃にホワイトソーダの490ml缶が発売され、一般向けの発売を再開。2023年4月にブランドリニューアルが行われ、自動販売機で発売されているメロンサイダーを600mlに増量して店頭での販売を再開するとともに、ブルーサイダーを発売。同年7月にパインサイダー（同年11月製造・出荷終了）、同年9月にりんごサイダー（2024年1月製造・出荷終了）がそれぞれ発売され、ラインナップが増えている。
オランジーナ
フランス・シュウェップス社の柑橘系炭酸飲料。日本国内では2012年3月発売。
キックスタート
スティングエナジー
贅沢パインサイダー
マスカットサイダー
ゴールデンアップルサイダー

### 果汁入り清涼飲料

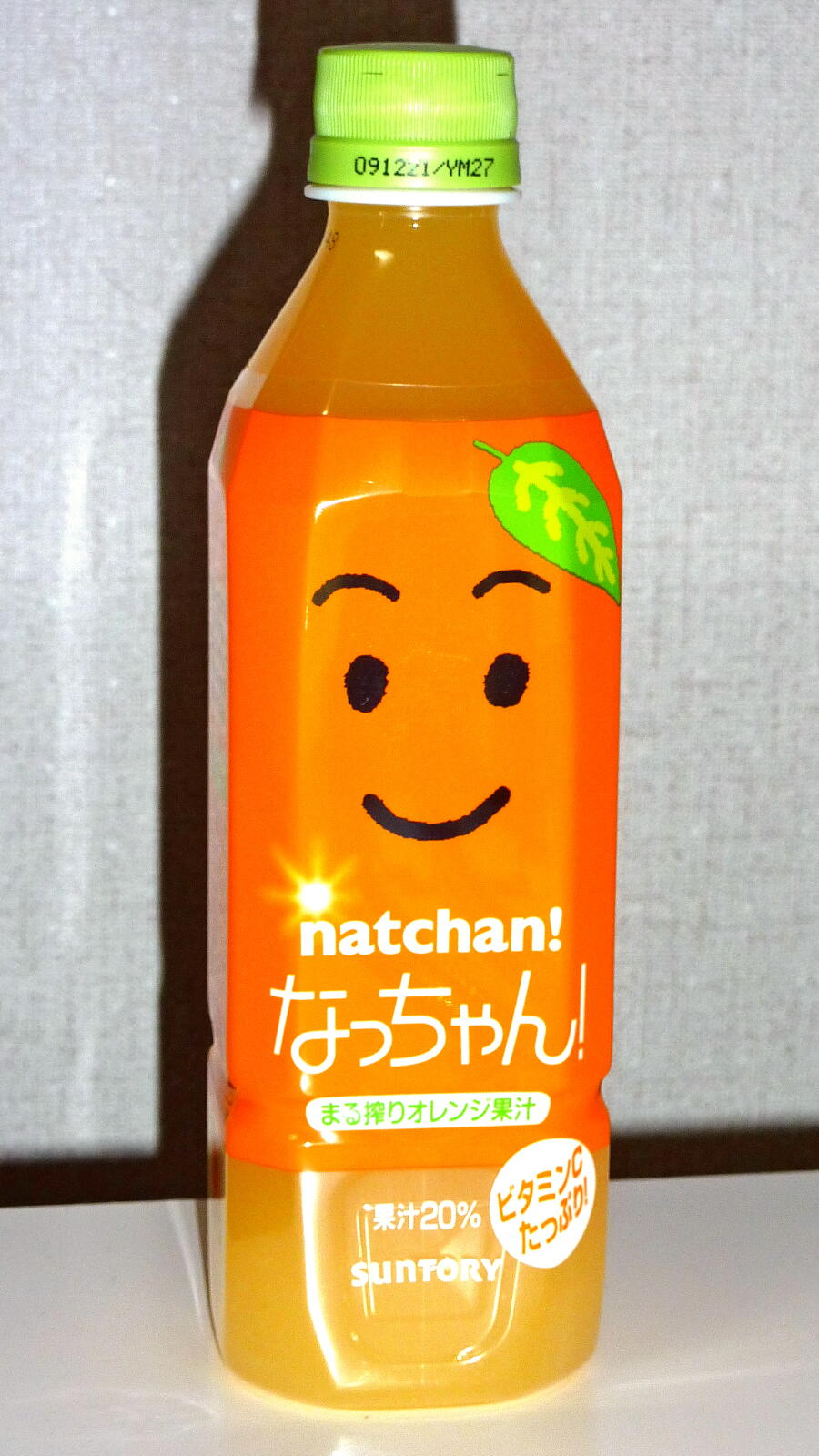
なっちゃんオレンジ（旧デザイン）

なっちゃん

果汁飲料。オレンジ味とりんご味が主で、期間限定品も多い。初代CMには田中麗奈が登場し、彼女のタイアップ企画でもあった。
Gokuri
缶（小型缶もしくはボトル缶）限定のフルーツ飲料。果肉が入っている。飲みやすいようにした広い飲み口が特徴。
プレミアム 国産白桃
ニチレイアセロラドリンク
アセロラ果汁を使用した果汁飲料。2010年5月のリニューアルを機にニチレイフーズから事業を譲受、取り扱いを開始した。なお、原料であるアセロラ果実はニチレイスーコ（ニチレイフーズの子会社）から調達している。
薬膳ハニー はちみつりんご
はちみつレモン
1986年9月発売。1990年には姉妹商品である"はちみつレモンサイダー"との出荷総数が2200万ケースを記録するほどの大ヒット商品となった。2000年以降、「なっちゃん」シリーズのラインナップに統合後、2003年に生産終了されていたが、2011年10月4日に初期発売時の独立ブランド製品として再発売された。2012年3月には1.5Lペットボトルを追加。サントリーのホームページには掲載されていないが、250ml紙パックも設定されている（紙パック製品は雪印メグミルクを通じて販売）。2012年からは寒候期に缶入りのホット製品「ホットはちみつレモン」を発売している。
その他、サントリーエードは缶での製造はなっちゃんに移行したためされていないが、今でも瓶入りで発売されている。

### 機能性飲料
ライフパートナー DAKARA
各種ビタミン、ミネラルを含んだ機能性飲料。通常のスポーツドリンクとはコンセプトが異なり、水分・ミネラルなどの補給をメインとし、エネルギー補給は行わない。かつては小便小僧が健康についてコントを行うCMを放映した。2009年6月から2012年4月まで天海祐希がCMのメインキャラクターを担当していた。
GREEN DA・KA・RA
DAKARAの派生商品。2012年5月発売。7種の素材（ゆず・トマト・レモン・シークワーサー・みかん・白ぶどう・食塩）の水分補給飲料。熱中症対策にも。
同ブランドでやさしい麦茶ややさしいルイボスなども販売。
ビタミンウォーター
1本(500ml)で1日分のマルチビタミンが摂れるビタミン＆水分補給飲料。

### 紅茶飲料
リプトン
以前はpekoe（ピコー）というブランド名で独自に商品を造っていたが、2000年にユニリーバ・ジャパンと提携。「クラフトボス」の紅茶シリーズの発売によりラインナップが縮小されており、通年販売しているのは2023年9月頃から「白の贅沢 ミルクティー 280mlペット」のみである。
紙パック入り製品は森永乳業が製造している。

### 乳性飲料
ビックル
乳酸菌飲料。1993年に発売開始。CMは松雪泰子や坂井真紀、松たか子、PUFFYなどが出演。発売当初から瓶入りだったが、2016年に小型ペットボトル入りとなり、内容量も280mlに増量した。大容量サイズとして500mlペットボトルも2007年6月26日から併売しており、永らく広口キャップだったが2016年4月4日出荷分より小型化した。小型ペットボトル入りが終了し、500mlペットボトルの「ビックル500」として販売。
ビックル ソーダ
250g缶。自販機専用商品として販売。製造終了。
ビックル フルーツオレ→いちごオレ(280mlペットボトル)
草原物語ミルク
190g缶乳飲料。製造は北海道日高乳業が行っている。製造終了。
いちごミルク
上記の姉妹品。

### 特定保健用食品
黒烏龍茶
2006年5月から販売。烏龍茶を原料としている。
胡麻麦茶
2007年発売の胡麻の成分セサミンに注目した飲料。現在は高橋克実がCMに出演。
伊右衛門特茶
8年間の研究開発を経て販売に至った伊右衛門初のトクホ。体脂肪低下を促すとされる、エンジュに含有されるポリフェノール・ケルセチン配合体を配合。発売一ヶ月持たずに目標100万ケースを越え、特定保健用食品としても異例の大ヒットとなった。CMでは映画『宇宙大戦争』テーマ曲「宇宙大戦争マーチ」（作曲：伊福部昭）を使用。

### ミネラルウォーター
サントリー天然水・南アルプス
国産ナチュラルミネラルウォーター、採水地は山梨県北杜市の白州蒸溜所場内工場。南アルプス市の誕生に伴い、「南アルプス市」が採水地であると誤解されるのを避けるため「南アルプスの天然水」から「天然水・南アルプス」に改称。CMにおいても「サントリー天然水」としている。500mlと2Lは東日本と沖縄県で発売されているが、900mlと1.5Lは全国で発売しており、パッケージデザインも異なっている。年間販売総数は7億2000万本。ミネラルウォーター市場では18年連続売り上げ日本一を記録している。
サントリー天然水・阿蘇
沖縄県を除く九州地区で販売。かつては中国地方でも販売されていた（中国地区は奥大山発売に伴い、販売終了）。また、ごみ減量化のため、2Lの6本パックは2009年4月より、ダンボールから透明フィルムに変更されている。南アルプス・奥大山に比べてまろやかな味わいになっている。
サントリー天然水・奥大山
中国・四国・近畿・北陸地区で販売。
perrier（ペリエ）

### カクテル用ミキサー
- ソーダ
- ジンジャーエール
- トニックウォーター
- ザ・プレミアムソーダ FROM YAMAZAKI - ウイスキー原酒を仕込む水と同じ、山崎の天然水で作られた炭酸水。ウイスキー本来の香りや旨みを最大限に引き出す。

### その他飲料
I love vegi（アイ ラブ ベジ）
2009年3月発売。発売当初のCMには韓国女優のペ・ドゥナが出演。食塩・砂糖・香料無添加設計。紙素材を使用した「カートカン」もラインナップしていた。2010年5月に「ニチレイ アセロラ」シリーズと同一素材のアセロラ果汁を加え、リニューアルされた。2014年1月現在、190g缶のみの設定。
こんにゃくゼリー飲料
りんごこんにゃく・ぶどうこんにゃく
dropポーション
2013年11月発売。魔法瓶メーカーのサーモス株式会社と共同開発した密封ポーション入り濃縮飲料。ラインナップも茶系飲料5種類、コーヒー4種類、果汁飲料3種類の全12種類をラインナップする。使用の際はサーモスから発売されている「drop専用ボトル」が必要である。東京都・神奈川県・埼玉県・千葉県内のセブン-イレブンで先行販売されているが、左記以外の地域でもセブンネットショッピングを通じて購入することができる。
初恋キブン♪
歌広場とサントリーフーズが共同開発した飲料。清涼飲料の「初恋キブン♪ウォーター」、炭酸飲料の「初恋キブン♪ソーダ」、フローズン飲料の「初恋キブン♪フローズン」の3種類がラインナップされている。
ZONe（ゾーン）
2019年12月にβ版が先行体験として試験販売され2020年5月に1.0.0へバージョンアップした上で全国販売したエナジードリンク。
黒色の「DIGITAL PERFORMANCE ENERGY」はモンスターエナジーのそれに近く赤色の「FIRE WALL」はメロンソーダに近い。青の「DEEP DIVE」は炭酸入り乳酸菌飲料に近い。
e-SportsやDTMなどパソコンやスマートフォンを使用したデジタル作業（デジタルカルチャー）をテーマにしていてZONeのサイトや製品の缶、オフィシャルアンバサダーキャラクターのぞん子の瞳には横に倒した電源マークが書かれている。
2020年9月に黒色がVer.1.3.9にバージョンアップした。
以下は上記種類が発売された後に新しい商品として登場したZONeの商品。
- ZONe Utopia Ver.1.0.0 - 2021年2月下旬発売。果汁17% 上からピンク・白・空色がイメージカラー。
- ZONe PS5 edition Ver.1.0.0 - 2021年3月16日発売。ソニーの家庭用ゲーム機PS5とのコラボモデルで数量限定。イメージカラーはPS5と同じ白。
- ZOne PS5 edition Ver.PS5 - 上記の一般発売版。缶が紺色とPSデザインになり中身の色も上記の限定版は青であるがこちらは通常のZONeと同じ色になっている。イメージカラーは濃紺。
- ZONe DIGITAL PERFORMANCE ENERGY Ver.1.3.9 今際の国のアリス版 - Netflixと今際の国のアリスとのコラボモデル。パッケージにNetflixのロゴと今際の国のアリスが印刷されていて通常版と異なり横に倒れている電源マークの周りがIからXIIまでの時計になっている。イメージカラーは黒。
- ZONe mad_hacker Ver.1.0.0 - 2021年4月27日に追加されたニューバージョン。グレープ味。イメージカラーは黄緑と黒。缶にはプログラミングで使われる命令コードのような物が印刷されている。
- ZONe TRANCE Ver.1.0.0 - 2021年6月に発売された新作。イメージカラーは黄色。ココナッツ風味。
- ZONe DIGITAL PERFORMANCE ENERGY Ver.2.0.0 - Ver.1.0.0.や1.3.9.のカフェイン増量版。 UNLIMITED PERFORMANCE ENERGYと表記されている。また未成年あるいは体重50kg以下の人は飲用しないで下さいと注意書きされている。
- ZONe Infinity Gate Ver.1.0.0 - 2021年8月31日に発売された新作。炭酸入り乳酸菌量＋南国のフルーツ風味。イメージカラーは青からピンクのグラデーション。缶の裏にはどこかへつつく天空のゲートみたいなイラストが印刷されている。ちなみInfinity Gateにはにパラチノースとスクラロースが含まれている。
- ZONe TOUGHNESS Ver.1.0.0 - 2022年2月18日発売。Cygamesのスマホゲーム『ウマ娘 プリティーダービー』とのコラボモデル。イメージカラーはオレンジ。缶にはゲームに登場するウマ娘のイラストが描かれている。オレンジ果汁入りのオレンジ風味だが、ゲーム内に登場する回復アイテムをイメージしており、原材料にはニンジンも使用されている。

#### 季節限定品
とろ〜りホットレモン

つぶたっぷり コーンポタージュ
2010年9月に従来の「とろ～りコク旨コーンポタージュ」を刷新。2013年9月の販売再開時に内容量を変更（190g→185g）
とろけるココア
「つぶたっぷり コーンポタージュ」同様、2013年9月の販売再開時に内容量を変更（190g→185g）

### 健康食品
セサミンE
店頭で販売している「セサミンE」と、通信販売のみで発売している「旧 セサミンEプラス、現 セサミンEX」とは配合成分が異なる。通信販売向け製品は2009年4月よりサントリーグループ企業のサントリーウエルネスへ移管。

### 終了した商品
捻ったネーミングや奇をてらった広告に象徴される商品開発力は業界随一ともいわれる。しかし、1シーズンで終わった「一発」商品も数多い。
コーリン（1932年6月 - ? ）
寿屋時代に発売された濃縮りんごジュース。りんごの品種名「昂林」に由来する。当初製造を担当していた横浜工場（ビール）が1934年2月に売却されたため、同年10月開設の道明寺工場（ワイン・ブランデー）に引き継がれた。
トリスコンク（1936年8月 - 1989年頃）
寿屋時代に前身となる濃縮ジュース「トリスグレープジュース」「トリスオレンジジュース」が発売された。4 - 5倍に濃縮された果汁飲料。グレープ・オレンジ・パインの3種類が1L瓶で販売されていた。
サントリーオレンジ50・100 （1974年4月 - ? ）
50の方はずうとるびがCMに出演して話題に。彼らは他にサントリーフルーツソーダのCMにも登場。現在はなっちゃんに変更。
サントリーレモン （1980年頃 - ? ）
サントリーによるサイダー飲料。アブドーラ・ザ・ブッチャーがCMに出演して話題に。
フルーツアップ（1986年 - ? ）グレープフルーツ果汁入りの炭酸飲料。当時放映されたCMに小泉今日子が出演。なお同社の製品としては初の350ml缶での販売となった。
缶コーヒー「ウェスト」（1987年 - 1993年）
過去に放映されたCMにアーノルド・シュワルツェネガーや前田日明などが起用されたが、90年代に入り「BOSS」に移行。
バイオミンX・バイオミンC（1982年 - 1992年）
ビタミン入り炭酸飲料。ビートたけしと村田英雄が共演したCMが話題になった。たけしの実母・北野さきや野村克也と共演したCMも存在する。他にも森田健作がドラマ「おれは男だ!」を彷彿とさせる剣道の稽古のシーンを映したCMも放映されている。スポーツ選手ではブンデスリーガに所属していた奥寺康彦が出演している。この製品も、後に90年代に入り、「デカビタC」に移行する。
サントリースポーツドリンクNCAA（1981年6月 - ）
全米大学体育協会(NCAA)から名称使用権を獲得して発売したスポーツドリンク。CMには山下泰裕（1984年）他が出演。CMのフレーズ「一生懸命NCAAです。」は糸井重里が考案した。
Jウォーター（1993年4月 - ?）
その年に開幕したJリーグの公式スポンサードリンクだったが、売上の低迷により製造販売を終了。
ビタミンウォーター（1994年3月- )
松尾れい子や菅野美穂がCM出演。2000年に本上まなみがオフィスウーマンに扮し、東京都庁近郊を走るCMを制作するなど、デザインを一新させたが翌年生産終了。その後DAKARAシリーズに組み込まれて復活する。
カルシウムウォーター（1998年）
DAKARAの発売前に販売していたビタミンウォーターの仲間。現在はDAKARAに変更と伴い販売終了になった。
マリンクラブ（1983年 - ? ）
「100円避暑地」のキャッチフレーズで知られる。赤-レッドベリー、青-ブルーミント、緑-グリーンライムの3種類が存在した。3種類を混合すると透明に変化する。
サスケ（1984年 - 翌年製造販売終了）
仙道敦子がCMに出演。「コーラの前を横切る奴、冒険活劇飲料」というキャッチコピーで発売し、1年ほどで生産を終了した。
ジェットストリーム（1985年3月 - 翌年製造販売終了 ）
発売当初のCMにはチェッカーズが出演。後に中山美穂が出演した。
紅茶「TESS」（1984年（フリーズドライ）、1985年9月 - 1990年（缶飲料））
発売当初は瓶入りのフリーズドライインスタント紅茶として発売。CMには中川勝彦と子役として後藤久美子が出演。またCM曲は中川がカバーした「花の首飾り」を使用（同曲のシングルジャケットはCMで使用したカットと同じである）。1985年に缶飲料としてリニューアル。CMには沢口靖子と当時まだ無名に近かったダウンタウンが出演。CM曲は雪村いづみ「チャチャチャは素晴らしい」の替え歌。オリックス・ブルーウェーブ時代のアウトコール曲で使われた。
紅茶の樹（1991年3月 - 1992年）
プリンセス プリンセスがCM出演。
Pekoe（ピコー）（1993年3月 - 2001年）
紅茶飲料。リプトンとの提携に伴って消滅。
ヨーグリーナソーダ（1987年頃? -  ?）

南国楽園果実・地中海果実（1988年頃? - ?）

ミネラルソーダ シュプレ（1992年3月 - ?）
戸川純がCMソングを担当。
スパゲティ・パスタソース「料理天国」（1987年 - ?）
当時の提供番組『料理天国』と同じ名称だった。なお、現在も発売されている同名のクッキングワインは、関連会社のサントリーワインインターナショナルから発売されている。
ポケメシ（1990年2月 - ?）
チャーリー浜と吉本新喜劇メンバーがCM出演。CMのフレーズ「…じゃ、あ〜りませんか」は1991年度の新語・流行語大賞で年間大賞に選ばれた。
熱血飲料（1991年3月 - ?）
熱血キッド=奥田古佐典役で唐沢寿明などがCM出演。
ビートニック（ジンジャーとレモンは1993年4月 - 翌年製造販売終了、ガラナは1996年4月 - 翌年製造販売終了）
ジャマイカンジンジャーとエキゾチックレモンの2種類で自販機で販売されるも翌年販売終了。その2年後、再度ビートニックで今度はブラジリアンガラナが発売されたが（当時放映されたCMに映画『トレインスポッティング』に出演したユアン・マクレガーを起用）、2年越しの期待もむなしく翌年またも製造終了になり、消滅の一途をたどる。
アプレ（1995年4月 - 翌年製造販売終了）
岡田義徳がCM出演。
ミルパワー（上に同じ）
青木裕子がCM出演。
ミネラルスカッシュ グレープフルーツ（上に同じ）

カンフー（1996年4月 -翌年製造販売終了）
SMAPの香取慎吾がCM出演。
すきっとフルーツ飲料 ごめんね。（1999年3月 - 翌年製造販売終了）
発売当時のキャッチコピーは「ごめんねを、ありがとう。」。木内晶子・川原亜矢子らがCM出演。女子校の合唱コンクールを舞台にしたCMと、合唱アレンジされたCMソングを使用。CMソングは1999年8月15日にCD化されている（「ごめんね。」（曲名は「ごめんね」「ごめんね。のうた」とも）作詞：佐倉康彦、作曲：中川俊郎、歌：コール・リーリエ（ゆりがおか児童合唱団シニア））。CM放送より10年経過した2010年より、千葉ロッテマリーンズ応援団が投手用のヒッティングマーチにCMソングの替え歌を使用している。
緑茶・京番茶（1993年 - ?）
このCMに出演した市田ひろみは当時着付けの講師だったが、その後、和装評論家や京都の伝統文化研究家としても一躍名前を知られるようになった。1994年の京番茶のCMにはその後TBS系で放送されたドラマ『セカンド・チャンス』に出演した子役(当時)の宮城秋菜が出演していた。
CMのフレーズは、「いいお茶には、○がある。」「○かいて茶かいて、サントリーの緑茶・京番茶」。
のほほん茶（1999年3月 - 翌年製造販売終了）
前のサントリー緑茶から引き続き、市田ひろみと内藤國雄の他に市川染五郎や当時まだ無名だった小雪がCM出演。平安時代に生きる貴族の苦悩を描いたCMを使用。なお翌年放映のCMにはメグ・ライアンも出演している。
しみじみ緑茶（2000年3月 - 翌年製造販売終了）
剣太郎セガールとみれいゆがCM出演。
熟茶（2001年3月 - 翌年製造販売終了）
常盤貴子、SMAPの草彅剛がCM出演。
中国緑茶（2002年2月 - 翌年製造販売終了）
水野美紀がCM出演。
緑水（2002年3月 - 翌年販売終了）
宮崎あおいがCM出演。このCMで使用されたシルヴィ・ヴァルタンの『あなたのとりこ』がその年洋楽コンピレーションCDで人気1位を得た。
和茶（2003年3月 - 翌年製造販売終了）
於保佐代子がCM出演。以後、これらの商品は「伊右衛門」に引き継がれることになる。
清流七茶（2006年3月 - 翌年製造販売終了）
真田広之がCM出演。「♪水の色・空のにおい・山の色」のキャッチフレーズの歌のCMだった。
ジャスミン茶
現在は「ザ・ヨーロピアンジャスミンティー」に継承。
三十丸（2008年2月 - 翌年製造販売終了）

緑黄色野菜ありがと（2000年3月 - 翌年製造販売終了）
本上まなみがCM出演。
リピュア（2003年3月 - 翌年製造販売終了）
柴咲コウと麻生久美子がCM出演。
純水サイダー 炭酸少年（2003年 - 2005年）
レトロなネーミングで、発売当初の売り上げは好調であったが、一時的なものであった。
バブルマン（2005年 - 2007年）
炭酸飲料。CMソングとCMキャラクターの声はアンガールズの田中卓志が担当。グレープ味、オレンジ味、ソーダ味、フルーツ味があった。どの種類にもビタミン類が配合されている。
炭酸ボンベ（2006年2月 -　）
炭酸飲料。ガスボンベを模したパッケージ（ただし実際の炭酸ガスボンベと違い赤色）、ガラナ入りの強炭酸飲料。2007年以降は夏シーズンにコンビニ限定でフレーバーを変えて限定発売している。
ラッキーサイダー（2008年7月 - 翌年製造販売終了）
この年の夏に突如起こったサイダーブームの一環として販売される。発売当初のCMには波瑠が出演。後に佐々木希が出演。キリンレモンやスプライトや三ツ矢サイダーに対抗して販売された。ややシトラスフレーバーや酸味が強い独特な味が特徴。
ビンゴ☆ボンゴ（2007年）
相澤仁美がCM出演。おぎやはぎが「ビンゴ〜レ ボンゴレ」名義でCMソングを担当。曲は「サンバ・デ・ジャネイロ」につんく♂が日本語詞をつけた「サンバ で 夏だ」。
カクタスX
秘密結社鷹の爪の登場キャラクターがCM出演。
小梅ソーダ
2007年に発売したロッテ社とのコラボ商品であるクールミントサイダーに続く、コラボ第2弾。2008年発売。
ファイナルファンタジーXII ポーション（2006年3月7日 - ）
数量限定で販売。
ダイエットウォーター Let's（2007年4月24日 - 翌年製造販売終了）
北川景子がCM出演。
燃焼系アミノ式（2003年 - DAKARAへ統合のため廃番?）
アミノ酸入り機能性飲料。様々な大道芸を繰り広げるCMを放映し、2003年度のACC CMフェスティバルで総務大臣賞/ACCグランプリを受賞した。
健康系カテキン式（2004年 - 翌年製造販売終了）
CMには乙葉と長谷川初範が出演。CMで使用された蛙のかぶり物は、SHINJOが発売年に米大リーグから日本ハムへ移籍、福岡ドームでの公式戦で行ったパフォーマンスでも用いられた。
目覚め系カフェイン式

キャンベル
野菜飲料。
野菜カロリー計画（2008年3月 - 翌年製造販売終了）
野菜飲料。CMは森三中の村上知子が出演。現在は「I love vegi（アイ ラブ ベジ）」へ継承。
DAS

水々しあ（2007年に終売）

サントリー100％深層水

ヨーグリーナ

C.C.グレープ
C.C.レモンのグレープ版。2001年
COCOA
黒ごま入りココア飲料。2008年に廃番。
zooce Sparkling フルーツパレード
2009年5月発売。
夜店のあんず飴ソーダ

信州戸隠うずら家監修 健康そば茶

フラバン茶
ポリフェノール「フラバンジェノール」を混入させた緑茶飲料。発売当初は長塚京三、その後徳光和夫→ピエール瀧がCMに起用されていた。
ブレンド茶 ハーバルクリア
2009年5月発売。
炭酸文明
2009年9月発売。
黒酢力
2009年6月発売。スプーン一杯分の黒酢と天然クエン酸を配合。ハチミツやレモン果汁を加え、飲みやすくした黒酢飲料。
夜店のあんず飴ソーダ

カプセラ

プロテインウォーター
2009年3月発売。ごくごく飲めるプロテイン補給飲料。CMには中村獅童と松田翔太が出演。発売わずか3ヶ月で80万ケースを突破し、当初の年間販売目標の2.5倍にあたる200万ケースに上方修正するほどの大ヒットに。2010年3月にBCAAを配合し、初のリニューアルを行っていた。
サーフモードソーダ
2010年6月発売。
コラーゲンウォーター
2010年8月発売。コラーゲンに加え、ビタミンB6とナイアシンも配合。
知的・栄養補給 インテリゲン
ビタミン・カフェイン・テアニン・ブドウ糖を配合した"知的・栄養補給"飲料。
ドラゴンクエスト とろとろスライム
2010年7月発売。ガラス瓶の上部をスライムの形状に加工、パッケージにはスライムの顔を模したイラストを使用。とろみのある飲料。「ホイミサイダー味!?」と「メラトロピカル味!!」の2種類。非炭酸。
エスプレッソーダ
2012年7月31日発売。エスプレッソのようなコク・苦味と炭酸の刺激を両立した炭酸飲料。従来の炭酸飲料の製法とことなる「炭酸無菌充填」技術によりコーヒーの豊かな香味をそのままに炭酸飲料としての爽快感を実現させることに成功（「炭酸無菌充填」技術によって「コーヒー入り炭酸飲料」を開発・製造したのは国内飲料業界初）。
鉄骨飲料
1989年に発売。発売当初のCMには鷲尾いさ子が出演した。2010年3月に容器がガラス瓶からペットボトルとなり、CMには弥生が出演していた。
Vittel（ヴィッテル）
輸入元であるネスレ日本との輸入販売契約期間満了に伴い、2013年12月をもって当社での販売を終了。2014年1月よりポッカサッポロフード&ビバレッジへ販売移管。
Contrex（コントレックス）
輸入元であるネスレ日本との輸入販売契約期間満了に伴い、2013年12月をもって当社での販売を終了。2014年1月よりポッカサッポロフード&ビバレッジへ販売移管。
リゲイン エナジードリンク（2014年7月 - 翌年製造販売終了）
炭酸飲料。2014年7月発売。エナジードリンク市場に進出。清涼飲料ならではの「刺激感・即効感」を謳っている。アルミショート缶（190ml）を採用。アルギニン1000mg、ビタミンB1、B2、B6を1日分配合。CMには漫画『うる星やつら』の登場人物であるラムに扮したすみれが出演。CMコピーは「3、4時間戦えますか?」「どかーん」。
ゲータレード
2004年に、雪印乳業から販売権を引き継ぐ。2015年にライセンス生産・販売を終了。
S.PELLEGRINO（サンペレグリノ）

ACQUA PANNA（アクアパンナ）

その他、C.C.レモン以前に製造販売された炭酸飲料でレモンスカッシュ、グレープフルーツスカッシュ、アセロラコーラなどがある（1988年頃?）。グレープフルーツスカッシュはファミリーレストラン、サイゼリヤのドリンクバーで使われている。

## 不祥事・事件

### 営業課長による商品券詐取事件
- 同社近畿支社大阪第二支店で営業課長を務めていた男性社員が、2010年12月8日から9日にかけ、同社グループ会社であるサントリーサービスの大阪営業所に対し、「得意先に対し商品券を配布する」と偽ってアイスクリームの商品券を発注し、約2,800枚（約160万円相当）の商品券を騙し取ったとして、同月に懲戒解雇の処分となり、翌2011年10月に大阪府警天満署に詐欺容疑で逮捕された。この男性課長については、2008年から翌2009年に掛けて、決済を経ないまま約12万枚（約7,600万円相当）に亘る商品券を発注していたことも明らかになっている[23]。